# Негниючник листовой
Негнию́чник листово́й, или листопа́дный, также опёнок жилисто-пластинчатый (лат. Marásmius epiphýllus) — вид грибов, входящий в род Негниючник (Marasmius) семейства Негниючниковые (Marasmiaceae).

## Описание

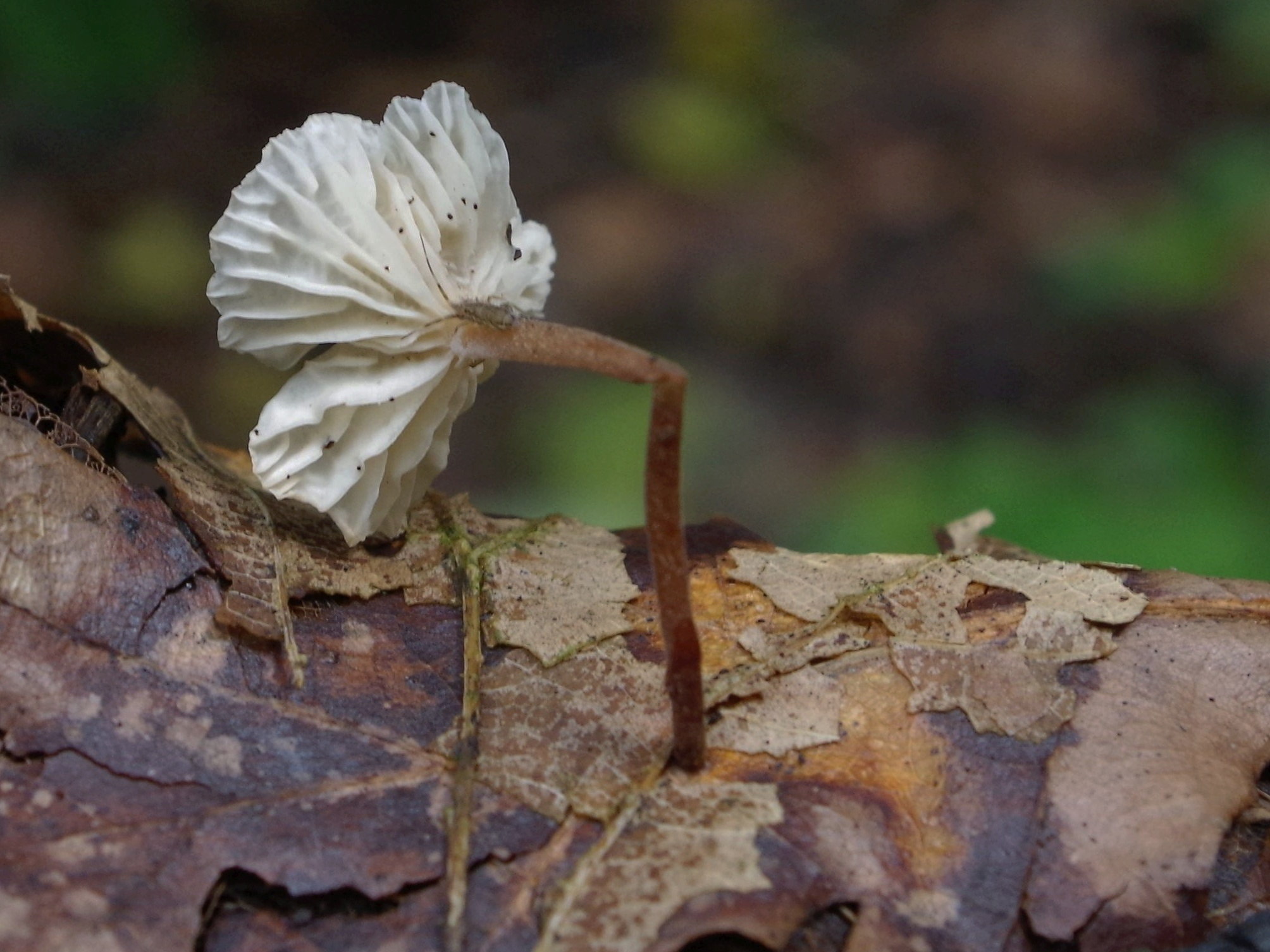

Плодовые тела шляпконожечные, маразмиоидного типа. Шляпка у взрослых грибов 0,05—1 см в диаметре, у молодых грибов плоско-выпуклой формы, с подвёрнутым краем, затем раскрывается до уплощённой, не гигрофанная, не просвечивающая. Поверхность шляпки гладкая и голая, реже слабо радиально бороздчатая по пластинкам, белого или грязно-белого цвета.
Мякоть очень тонкая, одного цвета с поверхностью, без запаха и вкуса.
Пластинки гименофора редкие, в числе 4—10, недоразвитые, часто переплетающиеся или ветвящиеся, не доходящие до края шляпки, белого цвета, волосистые под лупой.
Ножка 0,5—3 см длиной и 0,2—0,6 мм толщиной, обычно центральная, нитевидная, у верхушки белая, ниже — бледно-коричневая до тёмно-красно-коричневого в основании, белоопушённая на всём протяжении.
Споровый отпечаток белый. Споры 8,5—10×3,5—5 мкм, от цилиндрических до эллиптических. Базидии четырёхспоровые, булавовидные, 15—30×5—10 мкм. Кутикула шляпки — гименидермис. Хейлоцистиды и плевроцистиды довольно многочисленные, фляжковидной формы. Пряжки имеются на всех тканях.
Гриб не имеет пищевой ценности из-за малых размеров.

### Сходные виды
- Marasmius epiphylloides (Rea) Sacc. & Trotter, 1912 — произрастает только на листьях плюща, отличается строением кутикулы шляпки, более крупными спорами и отсутствием хейлоцистид.
- Marasmius tenuiparietalis Singer, 1969 — отличается строением кутикулы шляпки, а также более развитыми пластинками, почти всегда доходящими до края шляпки.
- Marasmius hellebori-corsici Romagn., 1978 — произрастает только на листьях морозника, отличается строением кутикулы шляпки, менее развитыми пластинками и преобладанием двух- и трёхспоровых базидий.
- Marasmius tremulae Velen., 1947 — произрастает на листьях различных тополей, отличается двуспоровыми базидиями, очень крупными спорами и отсутствием пряжек на гифах.

## Ареал и экология
Гриб с широким космополитичным ареалом. Встречается группами на опаде различных лиственных деревьев, чаще на влажных участках.

## Систематика

### Синонимы
- Agaricus epiphyllus Pers., 1801 : Fr., 1821basionym
- Agaricus squamula Batsch, 1786
- Androsaceus epiphyllus (Pers.) Pat., 1887
- Chamaeceras squamula (Batsch) Kuntze, 1898
- Marasmius squamula (Batsch) Penn., 1915
- Merulius squamula (Batsch) J.F.Gmel., 1792
- Micromphale epiphyllum (Pers.) Gray, 1821